# Férfi 200 méteres síkfutás a 2020. évi nyári olimpiai játékokon
A 2020. évi nyári olimpiai játékokon az atlétika férfi 200 méteres síkfutás versenyszámát 2021. augusztus 3–4. között rendezték a tokiói olimpiai stadionban. Az aranyérmet a kanadai Andre De Grasse nyerte.
A kvalifikáció során 20,24 másodperc volt a szintidő.

## Rekordok
A versenyt megelőzően a következő rekordok voltak érvényben:
| Világrekord     | Usain Bolt (JAM) | 19,19 | Berlin, Németország | 2009. augusztus 20. |
| Olimpiai rekord | Usain Bolt (JAM) | 19,30 | Peking, Kína        | 2008. augusztus 20. |

## Eredmények
Az időeredmények másodpercben értendők. A rövidítések jelentése a következő:
| - OR: olimpiai rekord - AR: kontinens rekord - NR: országos rekord - PB: egyéni legjobb eredménye | - SB: 2021-ben az addigi legjobb eredménye - DNS: nem indult a futamon - DNF: nem ért célba |

### Előfutamok
Minden előfutam első három helyezettje automatikusan az negyeddöntőbe jutott. Az összesített eredmények alapján további három versenyző jutott a negyeddöntőbe.
1. előfutam
| H  | Pálya | Név                 | Nemzet                        | Reakcióidő     | E     | Mj |
| -- | ----- | ------------------- | ----------------------------- | -------------- | ----- | -- |
| 1. | 7     | Rasheed Dwyer       | Jamaica (JAM)                 | 0,163          | 20,31 | Q  |
| 2. | 8     | Divine Oduduru      | Nigéria (NGR)                 | 0,129          | 20,36 | Q  |
| 3. | 4     | Anaso Jobodwana     | Dél-afrikai Köztársaság (RSA) | 0,119          | 20,78 | Q  |
| 4. | 2     | Jorge Vides         | Brazília (BRA)                | 0,161          | 20,94 |    |
| 5. | 3     | Fodé Sissoko        | Mali (MLI)                    | 0,167          | 21,00 |    |
| 6. | 5     | Shōta Iizuka        | Japán (JPN)                   | 0,148          | 21,02 |    |
| 7. | 6     | José Andrés Salazar | Salvador (ESA)                | 0,145          | 21,66 |    |
|    |       |                     |                               | Szél: -0,3 m/s |       |    |

2. előfutam
| H  | Pálya | Név                    | Nemzet                        | Reakcióidő     | E     | Mj        |
| -- | ----- | ---------------------- | ----------------------------- | -------------- | ----- | --------- |
| 1. | 4     | Jereem Richards        | Trinidad és Tobago (TTO)      | 0,187          | 20,52 | Q         |
| 2. | 6     | Shaun Maswanganyi      | Dél-afrikai Köztársaság (RSA) | 0,142          | 20,58 | Q         |
| 3. | 2     | Taymir Burnet          | Hollandia (NED)               | 0,137          | 20,60 | Q, SB     |
| 4. | 3     | Emmanuel Eseme         | Kamerun (CMR)                 | 0,160          | 20,65 |           |
| 5. | 7     | Ján Volko              | Szlovákia (SVK)               | 0,160          | 21,21 |           |
| 6. | 5     | Abdul Hakim Sani Brown | Japán (JPN)                   | 0,149          | 21,41 | SB        |
| —  | 9     | Jan Jirka              | Csehország (CZE)              | 0,150          | DQ    | TR 17,3,1 |
| —  | 8     | Bernardo Baloyes       | Kolumbia (COL)                |                | DNS   |           |
|    |       |                        |                               | Szél: +0,9 m/s |       |           |

3. előfutam
| H  | Pálya | Név                     | Nemzet                   | Reakcióidő     | E     | Mj |
| -- | ----- | ----------------------- | ------------------------ | -------------- | ----- | -- |
| 1. | 5     | Femi Ogunode            | Katar (QAT)              | 0,154          | 20,37 | Q  |
| 2. | 6     | Ramil Guliyev           | Törökország (TUR)        | 0,158          | 20,54 | Q  |
| 3. | 2     | Andre De Grasse         | Kanada (CAN)             | 0,122          | 20,56 | Q  |
| 4. | 3     | Kyle Greaux             | Trinidad és Tobago (TTO) | 0,149          | 20,77 |    |
| 5. | 4     | Jun Yamashita           | Japán (JPN)              | 0,118          | 20,78 |    |
| 6. | 8     | Aldemir da Silva Júnior | Brazília (BRA)           | 0,160          | 20,84 | SB |
|    |       |                         |                          | Szél: -0,6 m/s |       |    |

4. előfutam
| H  | Pálya | Név                   | Nemzet                 | Reakcióidő     | E       | Mj    |
| -- | ----- | --------------------- | ---------------------- | -------------- | ------- | ----- |
| 1. | 4     | Erriyon Knighton      | Egyesült Államok (USA) | 0,173          | 20,55   | Q     |
| 2. | 8     | Alonso Edward         | Panama (PAN)           | 0,185          | 20,60   | Q     |
| 3. | 5     | Robin Vanderbemden    | Belgium (BEL)          | 0,142          | 20,70   | Q, SB |
| 4. | 6     | Sydney Siame          | Zambia (ZAM)           | 0,171          | 21,01   |       |
| 5. | 2     | Gediminas Truskauskas | Litvánia (LTU)         | 0,140          | 21,02   |       |
| 6. | 3     | Steven Müller         | Németország (GER)      | 0,156          | 21,08   |       |
| 7. | 7     | Adam Gemili           | Nagy-Britannia (GBR)   | 0,180          | 1:58,58 |       |
|    |       |                       |                        | Szél: +0,6 m/s |         |       |

5. előfutam
| H  | Pálya | Név                         | Nemzet            | Reakcióidő     | E     | Mj |
| -- | ----- | --------------------------- | ----------------- | -------------- | ----- | -- |
| 1. | 4     | Aaron Brown                 | Kanada (CAN)      | 0,157          | 20,38 | Q  |
| 2. | 2     | Joseph Fahnbulleh           | Libéria (LBR)     | 0,147          | 20,46 | Q  |
| 3. | 6     | William Reais               | Svájc (SUI)       | 0,147          | 20,51 | Q  |
| 4. | 7     | Serhiy Smelyk               | Ukrajna (UKR)     | 0,144          | 20,53 | SB |
| 5. | 5     | Antonio Infantino           | Olaszország (ITA) | 0,132          | 20,90 |    |
| 6. | 3     | Lucas Vilar                 | Brazília (BRA)    | 0,171          | 21,31 |    |
| 7. | 8     | Muhd Noor Firdaus Ar-Rasyid | Brunei (BRU)      | 0,174          | 21,83 | SB |
|    |       |                             |                   | Szél: -0,7 m/s |       |    |

6. előfutam
| H  | Pálya | Név                      | Nemzet                      | Reakcióidő     | E     | Mj    |
| -- | ----- | ------------------------ | --------------------------- | -------------- | ----- | ----- |
| 1. | 5     | Kenneth Bednarek         | Egyesült Államok (USA)      | 0,184          | 20,01 | Q     |
| 2. | 8     | Yancarlos Martínez       | Dominikai Köztársaság (DOM) | 0,164          | 20,17 | Q, NR |
| 3. | 4     | Fausto Desalu            | Olaszország (ITA)           | 0,131          | 20,29 | Q, SB |
| 4. | 2     | Xie Zhenye               | Kína (CHN)                  | 0,159          | 20,34 | q, SB |
| 5. | 3     | Nethaneel Mitchell-Blake | Nagy-Britannia (GBR)        | 0,163          | 20,56 | SB    |
| 6. | 7     | Marcus Lawler            | Írország (IRL)              | 0,145          | 20,73 | SB    |
|    | 6     | Emmanuel Matadi          | Libéria (LBR)               |                |       | DNS   |
|    |       |                          |                             | Szél: -0,4 m/s |       |       |

7. előfutam
| H  | Pálya | Név                | Nemzet                        | Reakcióidő     | E     | Mj     |
| -- | ----- | ------------------ | ----------------------------- | -------------- | ----- | ------ |
| 1. | 8     | Noah Lyles         | Egyesült Államok (USA)        | 0,171          | 20,18 | Q      |
| 2. | 9     | Sibusiso Matsenjwa | Szváziföld (SWZ)              | 0,172          | 20,34 | Q, NR  |
| 3. | 3     | Joseph Amoah       | Ghána (GHA)                   | 0,171          | 20,35 | Q, SB  |
| 4. | 4     | Clarence Munyai    | Dél-afrikai Köztársaság (RSA) | 0,135          | 20,49 | q, =SB |
| 5. | 5     | Leon Reid          | Írország (IRL)                | 0,135          | 20,53 | q, SB  |
| 6. | 7     | Brendon Rodney     | Kanada (CAN)                  | 0,150          | 20,60 |        |
| 7. | 6     | Julian Forte       | Jamaica (JAM)                 | 0,152          | 20,65 |        |
| 8. | 2     | Noureddine Hadid   | Libanon (LIB)                 | 0,157          | 21,12 |        |
|    |       |                    |                               | Szél: +0,4 m/s |       |        |

### Elődöntők
Minden elődöntő első két helyezettje automatikusan az elődöntőbe jutott. Az összesített eredmények alapján további két futó került a döntőbe.
1. elődöntő
| H  | Pálya | Név               | Nemzet                        | Reakcióidő     | E     | Mj    |
| -- | ----- | ----------------- | ----------------------------- | -------------- | ----- | ----- |
| 1. | 4     | Erriyon Knighton  | Egyesült Államok (USA)        | 0,172          | 20,02 | Q     |
| 2. | 6     | Rasheed Dwyer     | Jamaica (JAM)                 | 0,141          | 20,13 | Q, SB |
| 3. | 7     | Divine Oduduru    | Nigéria (NGR)                 | 0,140          | 20,16 |       |
| 4. | 9     | Joseph Paul Amoah | Ghána (GHA)                   | 0,168          | 20,27 | SB    |
| 5. | 5     | Femi Ogunode      | Katar (QAT)                   | 0,160          | 20,34 |       |
| 6. | 8     | Fausto Desalu     | Olaszország (ITA)             | 0,149          | 20,43 |       |
| 7. | 2     | Xie Zhenye        | Kína (CHN)                    | 0,154          | 20,45 |       |
| 8. | 3     | Anaso Jobodwana   | Dél-afrikai Köztársaság (RSA) | 0,151          | 20,88 |       |
|    |       |                   |                               | Szél: -0,2 m/s |       |       |

2. elődöntő
| H  | Pálya | Név                | Nemzet                        | Reakcióidő     | E              | Mj    |
| -- | ----- | ------------------ | ----------------------------- | -------------- | -------------- | ----- |
| 1. | 7     | Aaron Brown        | Kanada (CAN)                  | 0,151          | 19,99 (19,982) | Q, SB |
| 2. | 6     | Joseph Fahnbulleh  | Libéria (LBR)                 | 0,140          | 19,99 (19,982) | Q, NR |
| 3. | 5     | Noah Lyles         | Egyesült Államok (USA)        | 0,179          | 19,99 (19,983) | q     |
| 4. | 4     | Yancarlos Martínez | Dominikai Köztársaság (DOM)   | 0,141          | 20,24          |       |
| 5. | 8     | William Reais      | Svájc (SUI)                   | 0,149          | 20,44          | SB    |
| 6. | 2     | Clarence Munyai    | Dél-afrikai Köztársaság (RSA) | 0,142          | 20,49          | =SB   |
| 7. | 3     | Robin Vanderbemden | Belgium (BEL)                 | 0,132          | 21,00          |       |
|    | 9     | Alonso Edward      | Panama (PAN)                  | 0,147          | DNF            | DNF   |
|    |       |                    |                               | Szél: -0,4 m/s |                |       |

3. elődöntő
| Rank | Lane | Athlete            | Nation                        | Reaction       | Time  | Notes |
| ---- | ---- | ------------------ | ----------------------------- | -------------- | ----- | ----- |
| 1.   | 9    | Andre De Grasse    | Kanada (CAN)                  | 0,139          | 19,73 | Q, NR |
| 2.   | 6    | Kenneth Bednarek   | Egyesült Államok (USA)        | 0,176          | 19,83 | Q     |
| 3.   | 5    | Jereem Richards    | Trinidad és Tobago (TTO)      | 0,161          | 20,10 | q, SB |
| 4.   | 8    | Shaun Maswanganyi  | Dél-afrikai Köztársaság (RSA) | 0,151          | 20,18 |       |
| 5.   | 7    | Sibusiso Matsenjwa | Szváziföld (SWZ)              | 0,158          | 20,22 | NR    |
| 6.   | 4    | Ramil Guliyev      | Törökország (TUR)             | 0,156          | 20,31 | SB    |
| 7.   | 3    | Leon Reid          | Írország (IRL)                | 0,139          | 20,54 |       |
| 8.   | 2    | Taymir Burnet      | Hollandia (NED)               | 0,126          | 20,90 |       |
|      |      |                    |                               | Szél: +0,2 m/s |       |       |

### Döntő
| H     | Pálya | Név               | Nemzet                   | Reakcióidő     | E     | Mj  |
| ----- | ----- | ----------------- | ------------------------ | -------------- | ----- | --- |
| Arany | 6     | Andre De Grasse   | Kanada (CAN)             | 0,135          | 19,62 | NR  |
| Ezüst | 7     | Kenneth Bednarek  | Egyesült Államok (USA)   | 0,165          | 19,68 | PB  |
| Bronz | 3     | Noah Lyles        | Egyesült Államok (USA)   | 0,151          | 19,74 | =SB |
| 4.    | 5     | Erriyon Knighton  | Egyesült Államok (USA)   | 0,159          | 19,93 |     |
| 5.    | 8     | Joseph Fahnbulleh | Libéria (LBR)            | 0,141          | 19,98 | NR  |
| 6.    | 4     | Aaron Brown       | Kanada (CAN)             | 0,157          | 20,20 |     |
| 7.    | 9     | Rasheed Dwyer     | Jamaica (JAM)            | 0,148          | 20,21 |     |
| 8.    | 2     | Jereem Richards   | Trinidad és Tobago (TTO) | 0,149          | 20,39 |     |
|       |       |                   |                          | Szél: -0,5 m/s |       |     |